# RŽD-Baureihe ЭП1
Die Lokomotiven der Baureihe ЭП1 (EP1) der Russischen Eisenbahnen (RŽD) sind breitspurige (1520 mm) Elektrolokomotiven. Sie sind als Ableitung für den Personenzugdienst aus der RŽD-Baureihe ВЛ65 entstanden und werden bei der Elektrolokomotivenfabrik Nowotscherkassk von 1999 an ausgeliefert. Mit den Modifikationen ЭП1M (EP1M) und ЭП1П (EP1P) sind bis zum Stand Mai 2016 863 Lokomotiven entstanden. Vom Betriebsdienst erhielten sie die Spitznamen Ziegel, Rasender Ziegel, oder KAMAZ.

## Charakteristik der Elektrolokomotive
Die Lokomotiven sind fähig, bei einer Leistung von 4700 kW einen Zug mit 1440 t Masse bei einer Steigung von 9 ‰ mit 80 km/h zu befördern. Die Besonderheit der Lokomotive ist gegenüber der RŽD-Baureihe ВЛ65 die Aufhängung der Fahrmotoren, die bei der ЭП1 in der Stützen-Rahmen-Aufhängung ausgeführt waren. Das erlaubte eine größere Laufruhe bei höheren Geschwindigkeiten. Die Achsfolge ist identisch mit der der RŽD-Baureihe ВЛ65, Bo' Bo' Bo'. Somit kann man die Lokomotive ЭП1 als eine Elektrolokomotive der Reihe ВЛ65, modernisiert für den Personenzugdienst, bezeichnen. Eine Arbeit mit Vielfachsteuerung wie es bei der ВЛ65 möglich war, ist bei der Lokomotive nicht vorgesehen.

## Auslieferung der neuen Elektrolokomotive
Die Elektrolokomotiven der Reihe ЭП1 wurden vom Hersteller positioniert als Ersatz für die sowjetischen Elektrolokomotiven ВЛ60П,K und die früher importierten Elektrolokomotiven der Reihen ČS4 und ČS4T aus der Tschechoslowakei. Die Hauptunterschiede der Lokomotiven zur ВЛ65 sind folgende:
- Verwendung neuer Traktionsfahrmotoren НБ-520 (NB-520) in der Stützen-Rahmen-Aufhängung anstatt der veralteten НБ-514 (NB-514) mit Tatzlager-Antrieb.
- Installation eines Frequenz-Fasenanzahl-Wandlers ПЧФ (PTSchF), das führte zu dem Gebrauch der Hilfsmaschinen zur Speisung von 40 V 16 2/3 Hz bei niedrigen Geschwindigkeiten und Belastungen.
- Einführung einer Mikroprezessor-System-Verwaltung und Diagnostik МСУД (MSUD).

Die Elektrolokomotive der Reihe ЭП1 ist die erste Elektrolokomotive mit Mikroprozessor aus der Produktion von der Elektrolokomotivenfabrik Nowotscherkassk. Das System der Mikroprozessorverwaltung versorgt die Kontrolle der hauptsächlichen Einrichtungen und einiger Relais, verwaltet die Gleichrichter-Inverter-Wandlung und speist die Traktionsfahrmotoren. Das führte zur Verwaltung der Elektrolokomotive in vier Regimen;
1. Autoregulierung: Dies ist ein halbautomatisches Regime, bei dem der Maschinist mit Hilfe der Steuerung den maximal zu benötigten Strom und damit die Beschleunigung aufgibt. Mit Hilfe der Griffe des Sollwertgebers stellt er die notwendige Geschwindigkeit ein. Die Elektrolokomotive beschleunigt bis zur eingegebenen Geschwindigkeit und stützt sie auf ebenen Abschnitten und bei Gefällen bzw. Steigungen automatisch.
2. Hand-Regulierung: Diese wird im Havariefall von der Steuerung angewendet. Dies ist wie eine herkömmliche Steuerung von Elektrolokomotiven mit Handrad und Steuerwerk. Der Drehwinkel des Handrades bestimmt den Öffnungswinkel der Thyristoren. Die Lage des Handgriffes des Sollwertgebers hat auf die Geschwindigkeit keinerlei Bedeutung.
3. Autozuständigkeit: Diese Steuerung ist so ähnlich wie die Steuerung nach dem System der Linienzugbeeinflussung aufgebaut. In diesem System wird die Elektrolokomotive und der Zug durch den Mikroprozessor verwaltet. Dieser hat Daten wie Profil des Fahrweges, erlaubte Geschwindigkeiten, Anordnung der Signale, Anordnung der Stationen, Plan der Zugbelegung, zeitweise Einschränkungen der Geschwindigkeiten usw. In diesem Regime werden Fahr- und Bremsdaten, Anwendung der elektropneumatischen und pneumatischen Bremse des Zuges gesammelt, der Zug wird also automatisch verwaltet. Der Maschinist drückt für den Beginn des Regimes einen Knopf auf dem Führerstand, danach führt er nur noch Kontroll-Funktionen aus. Wenn der Maschinist das Steuerhandrad verdreht oder das Führerbremsventil betätigt, steuert das System automatisch in das Regime Ratgeber um, begleitet mit einer visuellen und einer Ton-Unterstützung.
4. Ratgeber: Dies ist ein Regime der Verwaltung, welches ausnützt die Funktionen der Regime Autoregulierung und teilweise der Autozuständigkeit. Hier verwaltet der Maschinist die Lokomotive nach dem Regime Autoregulierung. Auf einem Display erscheinen empfehlende Informationen des Mikroprozessors über effektive Handlungen des Maschinisten im gegenwärtigen Moment und der laufenden Situation. Der Mikroprozessor verwaltet die Lokomotive nicht direkt, er gibt nur Ratschläge.

Die Motorventilatoren der Lokomotiven können immer in zwei Drehzahlbereichen arbeiten, einmal im Bereich hoher Geschwindigkeiten, wo sie mit 380 V, 50 Hz angetrieben werden, zum anderen im Bereich niederer Geschwindigkeiten, hier werden sie mit Spannung 40–90 V, 16 2/3 Hz angetrieben. Die Antriebsmotoren des Motorkompressors arbeiten immer im Bereich hoher Geschwindigkeiten.

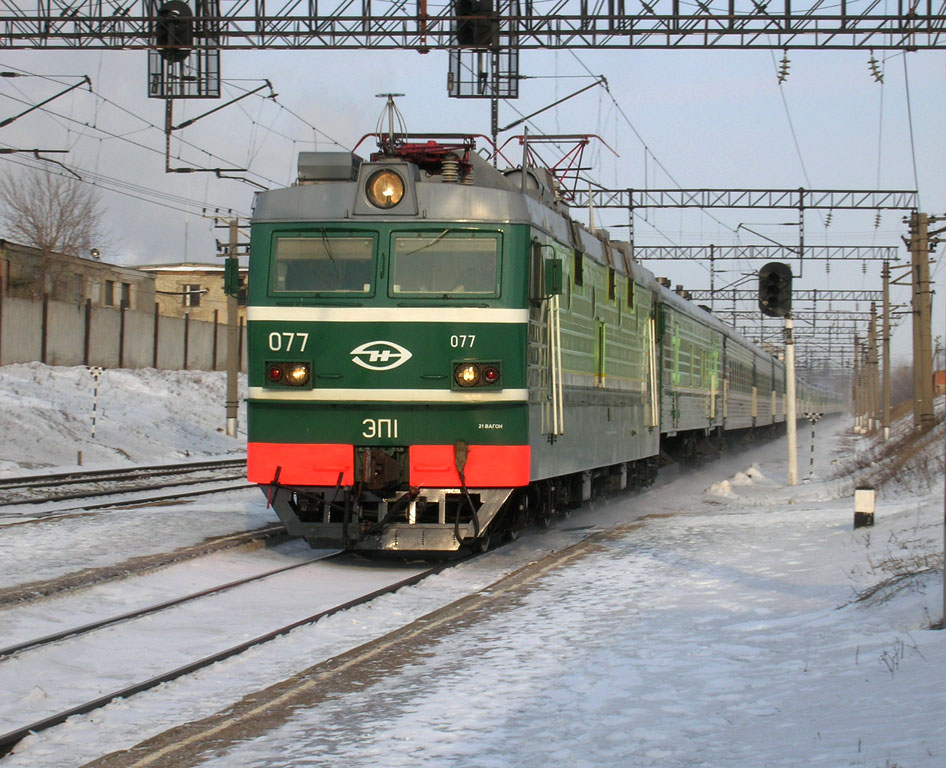
ЭП1-077 in Saratow
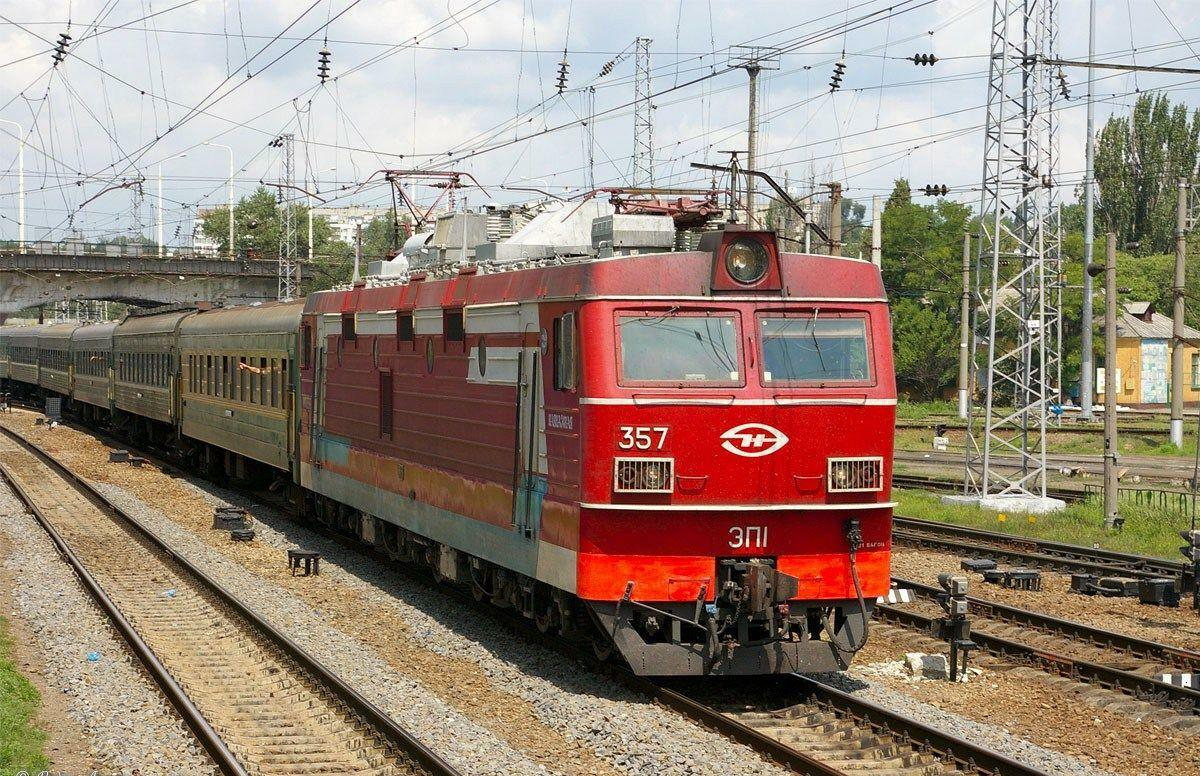
ЭП1-357 in Rostow am Don
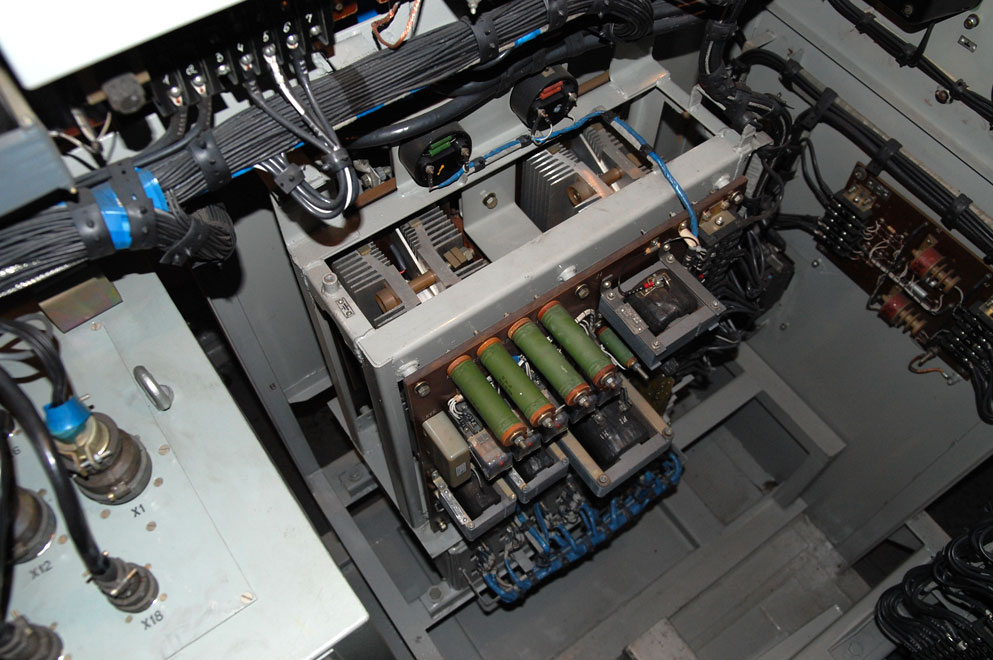
Frequenz-Fasenanzahl-Wandlers ПЧФ der ЭП1

## Modernisierungen
Von 2006 an wurden die modernisierten Elektrolokomotiven ЭП1M (EP1M) und ЭП1П (EP1P) hergestellt. Bei letzterer wurde mit der Änderung des Achsgetriebes die Zugkraft erhöht. Sie wurde speziell für den Betrieb auf anspruchsvollem Streckenprofil und für den Einsatz bei klimatischen Bedingungen mit einer Luftfeuchtigkeit der Außenluft von 95 bis 100 % konstruiert. Die Nummerierung wurde bei der ЭП1M fortgeführt, die ЭП1П erhielt gesonderte Nummerierungen, angefangen mit der 001.
Von der ЭП1 unterschieden sich die modernisierten Lokomotiven durch ihre Hauptgestalt, besonders durch die asymmetrische Aufstellung der Stromabnehmer und der Lokführerkabine aus Plaste mit dem geänderten Arbeitsplatz des Maschinisten. Von nun an war die Verwaltung der Lokomotive im Ein-Mann-Betrieb. Das ergab zumindest ein ganz anderes Gesicht der Lokomotiven. Von der Praxis wurde diese Bedienungsform nicht immer angenommen, bekannt sind Betriebe von Zügen ohne Hilfsmaschinisten im Abschnitt Swir – Murmansk, vorzugsweise mit den Zügen 15/16 Moskau – Murmansk und 21/22 Sankt Petersburg – Murmansk.

### ЭП1M(EP1M)

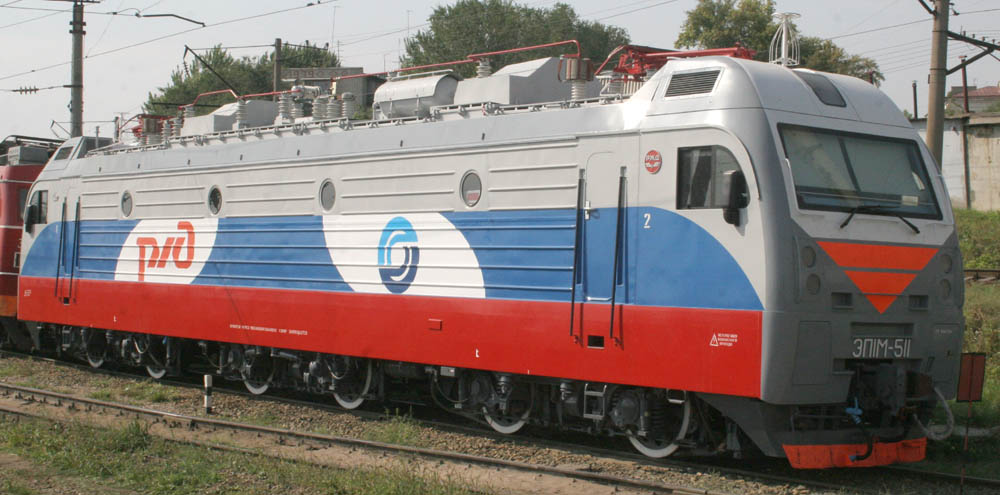
ЭП1М-511 in dem Depot Saratow
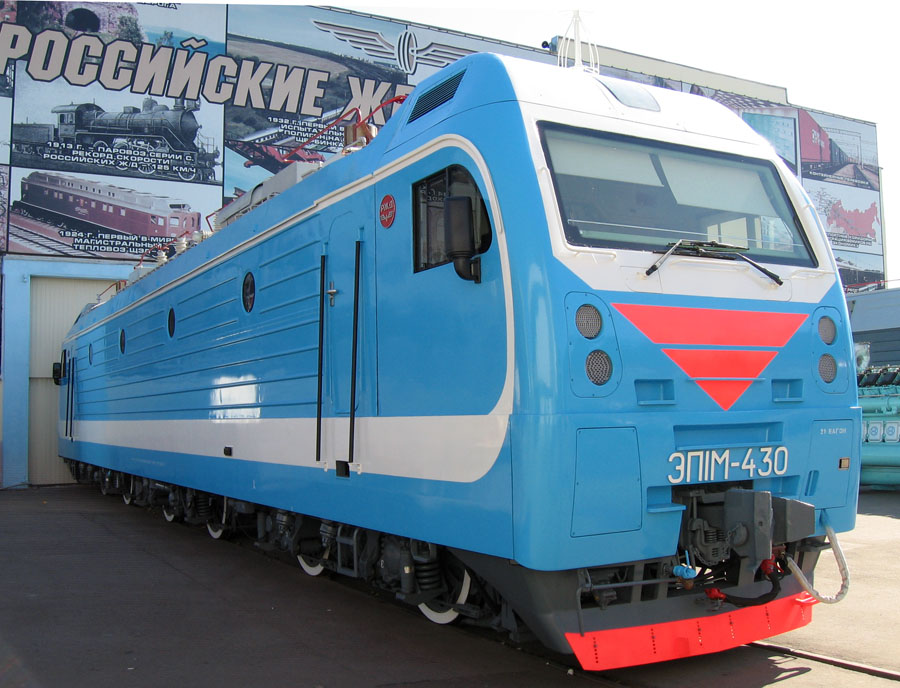
ЭП1М-430 auf einer Ausstellung
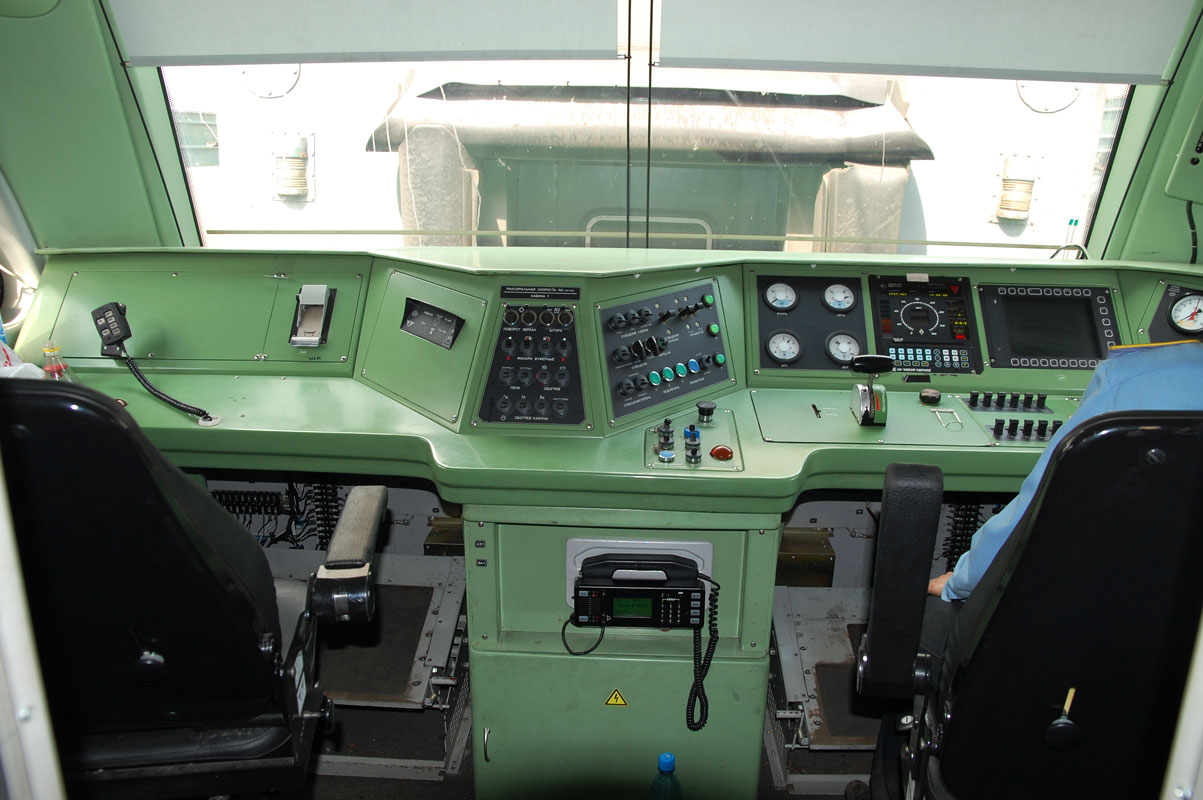
Führerstand der ЭП1M

### Technische Daten der ЭП1П(EP1П)

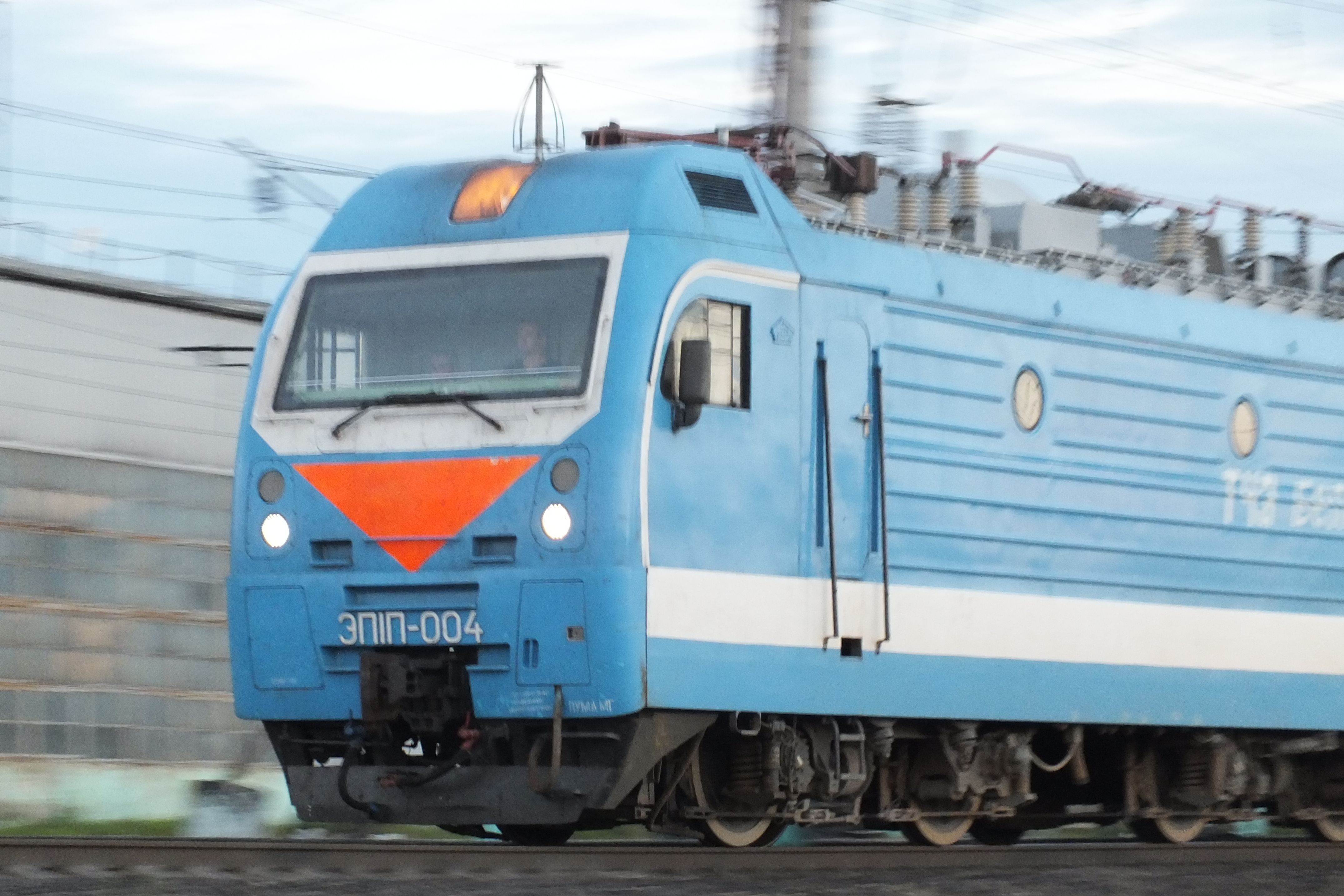
Frontpartie der ЭП1^{П}.004

- Übertragungsverhältnis – 88/23 (ca. 3,826)
- Maximale Zugkraft beim Anfahren – 440 kN
- Zugkraft im Regime der Stundenleistung (60 km/h) – 270 kN
- Zugkraft bei Dauerleistung (61 km/h) – 250 kN
- maximale Zugkraft bei 120 km/h – 100 kN (bei 48 % Anregung)

## Betrieb
Folgende Gesellschaften erhielten die Lokomotiven für den Betrieb: Sapadno-Sibirskaja schelesnaja doroga (Depot Karassuk), Dalnewostotschnaja schelesnaja doroga (Depot Chabarowsk), Oktoberbahn (Depot Kandalakscha), Krasnojarskaja schelesnaja doroga (Depots Krasnojarsk und Abakan), Priwolschskaja schelesnaja doroga (Depot Saratow), Wostotschno-Sibirskaja schelesnaja doroga (Depot Irkutsk), Sabaikalskaja schelesnaja doroga (Depot Belogorsk), Sewero-Kawkasskaja schelesnaja doroga (Depot Kawkasskaja), Jugo-Wostotschnaja schelesnaja doroga (Depot Rossosch), Juschno-Uralskaja schelesnaja doroga (Depot Kartaly) und Gorkowskaja schelesnaja doroga (Depot Krasnoufimsk). Die größte Anzahl von Elektrolokomotiven war im Depot Krasnojarsk, im Depot Saratow und im Depot Belogorsk vorhanden. In den Depots ersetzten die Lokomotiven vollständig die Lokomotiven ČS4 und ČS4T. Die ČS4 wurden ausgemustert, und die ČS4T weitergegeben an die Depots Balaschow und Rossosch der Jugo-Wostotschnaja schelesnaja doroga sowie das Depot Kawkasskaja der Sewero-Kawkasskaja schelesnaja doroga. Auf der Oktoberbahn, der Krasnojarskaja schelesnaja doroga, der Wostotschno-Sibirskaja schelesnaja doroga und anderen Eisenbahnen ersetzten die neuen Elektrolokomotiven vollständig die alten Lokomotiven SŽD-Baureihe ВЛ60, RŽD-Baureihe ВЛ65 und SŽD-Baureihe ВЛ80.